# Mogielanka
Die Mogielanka ist ein linker Zufluss der Pilica in der Woiwodschaft Masowien in Polen. Sie gehört damit dem Flusssystem der Weichsel an.

## Geografie
Die Mogielanka entspringt in der Nähe des Dorfs Wilcze Średnie in der Mesoregion der Wysoczyzna Rawska, fließt in generell südlicher Richtung an der Kleinstadt Mogielnica vorbei und mündet nach einem Lauf von rund 40 Kilometern Länge bei dem Dorf Osuchów gegenüber von Wyśmierzyce in die Pilica.